# Benoit Injai
Benoit Injai, né le 9 janvier 1997 à Mont-Saint-Aignan en Seine-Maritime, est un joueur français de basket-ball. Il évolue aux postes de meneur et d'arrière.

## Biographie
Depuis 2016, il joue avec son club formateur, le Rouen Métropole Basket.
En juin 2019, il joue les playoffs d'accession de Pro B où il va jusqu'en finale mais le club normand s'incline contre Orléans 2-1.
Au mois de juin 2020, il prolonge avec Rouen jusqu'en 2023.